# 6773 Келлавей
6773 Келлавей (6773 Kellaway) — астероїд головного поясу, відкритий 15 червня 1988 року.
Тіссеранів параметр щодо Юпітера — 3,223.